# Dieter Seifried
Dieter Seifried (* 1948) ist ein deutscher Verkehrs- und Energieberater und Sachbuchautor. Er ist Dozent an der Fachhochschule Nordwestschweiz, Lehrbeauftragter im Fachbereich Forstwissenschaft an der Albert-Ludwigs-Universität Freiburg und Freier wissenschaftlicher Mitarbeiter des Wuppertal Instituts für Klima, Umwelt, Energie.

## Leben
Seifried studierte Energietechnik und Kraftwerkstechnik an der Universität Stuttgart und an der Ludwig-Maximilians-Universität München, außerdem Volkswirtschaftslehre an der Universität Freiburg.
Von 1983 bis 1999 war er Mitarbeiter, Koordinator und Projektleiter des Freiburger Öko-Instituts, 1999 gründete er das Beratungsbüro Ö-Quadrat in Freiburg. Er ist Geschäftsführer der 1998 gegründeten ECO-Watt GmbH, einer Gesellschaft für Energiespartechnologien, außerdem Verwaltungsratsmitglied des schweizerischen Ökostrom-Anbieters ADEV Windkraft AG.

## Schriften (Auswahl)
- Das Solarbuch. Fakten, Argumente, Strategien, mit Walter Witzel, Ökobuch, Stauffen bei Freiburg 2000, ISBN 3-922964-80-X (3. Auflage 2007).
- Gute Argumente: Energie Beck, München, 1986, ISBN 3-406-31777-4 (= Beck'sche schwarze Reihe, Band 318: Gute Argumente)
- Das Geschäft mit der Ware Energie. Die Geschäftspolitik der Freiburger Energie- und Wasserversorgungs-AG: absatzfördernde Preisgestaltung statt Energieeinsparung, ¨Koinstitut, Freiburg im Breisgau 1986, ISBN 3-923290-39-X.
- Mitautor der Studie Die Energiewende ist möglich. Für eine neue Energiepolitik der Kommunen, Frankfurt, 1985